# Río Tsna (Moksha)
El río Tsna (en ruso: Цна) es un río de los óblasts de Tambov y de Riazán de Rusia, un afluente izquierdo del río Moksha (parte de la cuenca del Volga). La longitud del río es de 451 km y drena una cuenca hidrográfica de 21 500 km². Se forma por la confluencia de los ríos Bely Plios y Mókraya Vershina, estando su fuente más lejana en este último, en el distrito de Sampurski. La altitud de la desembocadura es de 86 m sobre el nivel del mar.
A orillas del río se encuentran las ciudades de Kotovsk (30 353 hab. en 2017), Tambov (284 972 hab. en 2014), Morshansk (40 029 hab. en 2014) y Sásovo (27 564 hab. en 2013).

## Descripción
El río Tsna es un río tranquilo y llano, con un caudal fuertemente regulado por presas, navegable en algunos sitios desde el mismo Tambov. La lista de vías navegables interiores de Rusia comprende un tramo del Tsna, desde la desembocadura hasta el pueblo de Tenshúpino, con una longitud de 47 km (2002). La orilla izquierda no tiene árboles y está muy poblada, pero los pueblos están en su mayoría a 1-3 km del río. A lo largo de la orilla derecha casi en todas partes hay un cinturón de bosques, pero llega al agua sólo en ciertos lugares, ya que fue cortado durante la Gran Guerra Patria.
En la orilla del río Tsna se encuentra la Fuente Sagrada, conocida en Tambov y las regiones  cercanas, situada en la localidad de Treguliai. En verano, mucha gente llega hasta  allí a beber del manantial o a bañarse.
El río por debajo de Tambov es serpenteante y tranquilo, de 40-80 m de anchura, que fluye a lo largo de un amplio valle con muchos riachuelos. En las orillas hay juncos y matorrales arbustivos. El agua está marcadamente contaminada.
Desde Tambov hasta Morshansk hay 5 presas con esclusas. La primera, en el pueblo de Tambov Forestry; la segunda está cerca del pueblo de Goréloe, pasada la cual, el río describe una  pronunciada curva; la tercera está cerca del pueblo de Tróitskaya Dubrava. Detrás del pueblo de Kuleshovo hay un bosque de robles, que llega a la orilla y cerca del pueblo de Perkino. En la ciudad de Tambov en 1912 se construyó una pequeña central hidroeléctrica.

## Afluentes
El Tsna tiene los siguientes afluentes, listados desde la desembocadura hasta el nacimiento (la referencia al km se refiere a la longitud en que aborda al Tsna):
- 22 km: Aleshnya
- 31 km: Vyalsa
- 67 km: Vysha (Noksa)
- 74 km: Aza (de 66 km de longitud)
- 98 km: Shacha
- 187 km: Kashma, con el Bolshói y Maly Lomovís (111+106+66 km)
- 200 km: Píterka
- 222 km: Kersha, con el  Jmelina (86+49 km)
- 246 km: Chelnovaya (121 km)
- 365 km: Lesnoy Tambov (89 km)
- 375 km: Lipovitsa  (52 km)
- 381 km: río sin nombre, cerca de Vorontsovka
- 386 km: Karian  (48 km)
- 406 km: Antiúshevka
- 420 km: Osínovka
- 425 km: Ponzari

## Galería de imágenes

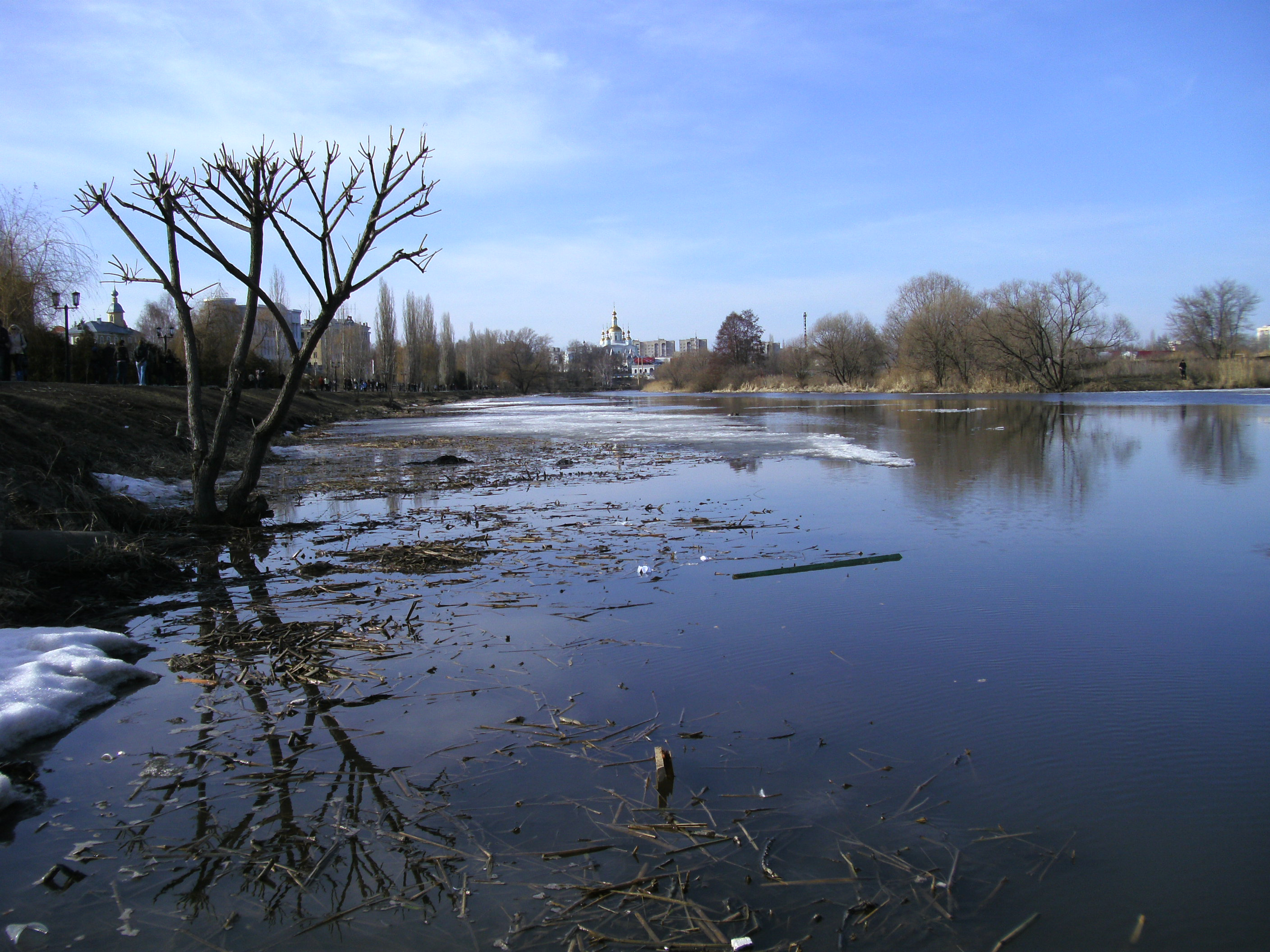
El Tsna en Tambov (primavera)
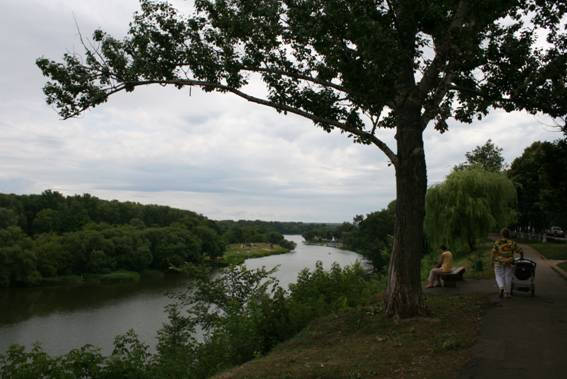
Canal del río Tsna
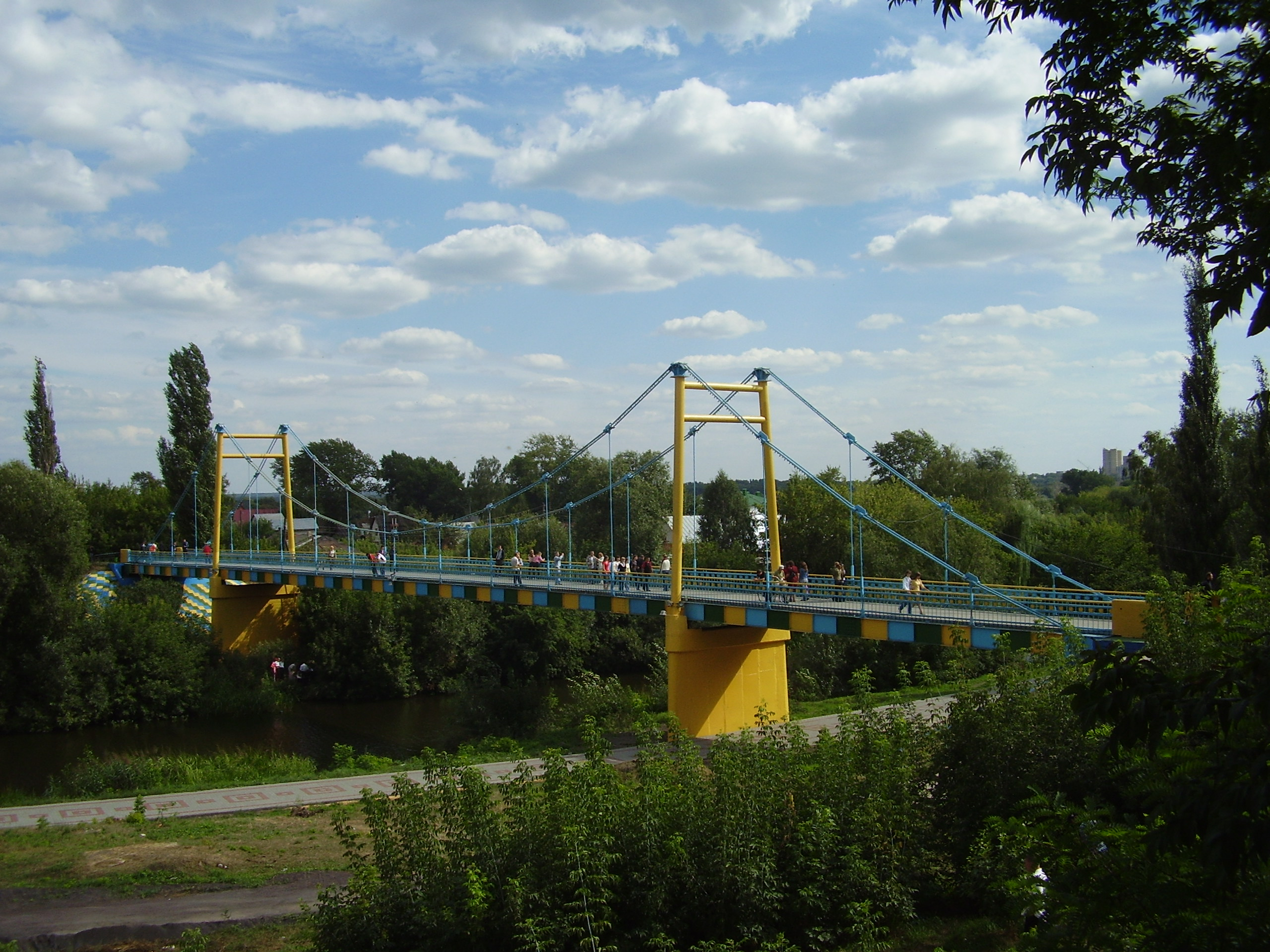
Puente sobre el río Tsna en Tambov